# Arte budista

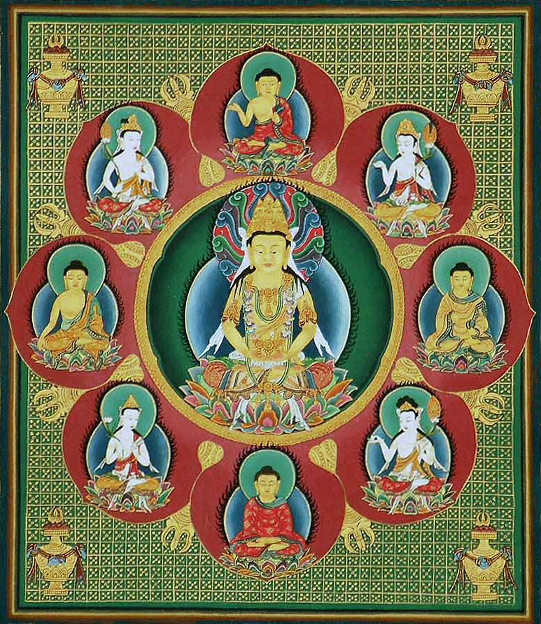
Garbhadhatu (sánscrito) o Taizo-kai (jp.)-mandala

El arte budista tiene su origen en el subcontinente indio (actuales India, Bangladés, Bután, Nepal y Pakistán) en los siglos posteriores a la vida de Siddhartha Gautama, el Buda histórico, entre los siglos VI y V a. C. Gracias al contacto con otras culturas, más tarde logró evolucionar y difundirse por el resto de Asia y el mundo. Desde el punto de vista estético, el budismo se configura como la más importante manifestación artística de la India antigua, existiendo una innumerable cantidad de piezas budistas en los museos del país. El arte budista tiene también su mejor plasmación en los lugares considerados santos, como Bodhgaya, Sarnath —lugar donde predica Buda su sermón—, Lumbini, etc. Asimismo son importantes los monasterios de peregrinación, entre los que destacan Ajanta, Amaravati, Sanchi, Ellora, Anuradhapura, etc. La Gran Estupa de Sanchi es uno de los mejores monumentos budistas de la India.
Una primera etapa, llamada preicónica, se sitúa antes del siglo I a. C. y se caracteriza por no recurrir a representaciones directas de Siddhartha Gautama, como el Buda Śākyamuni, o de los budas míticos que se suponen existieron en eras pasadas. La etapa siguiente, icónica, tiene por el contrario a la imagen humana del Buda y los budas del pasado, del futuro y de otros universos como símbolo central de sus obras de arte.
Desde entonces, el arte budista se diversificó y evolucionó para adaptarse a las nuevas regiones en las que comenzaba a sumar adeptos. Se expandió hacia el este y el norte a través de Asia Central, para formar lo que luego fue clasificado como arte budista del norte —en contraposición al arte budista del sur, que surgiría en el sudeste de Asia. En India, el arte budista floreció e incluso llegó a influir en el desarrollo del arte hindú, hasta que el budismo casi desapareció alrededor del siglo X, con la expansión del hinduismo y el islam.

## Etapa preicónica (sigloV-sigloIa.C.)

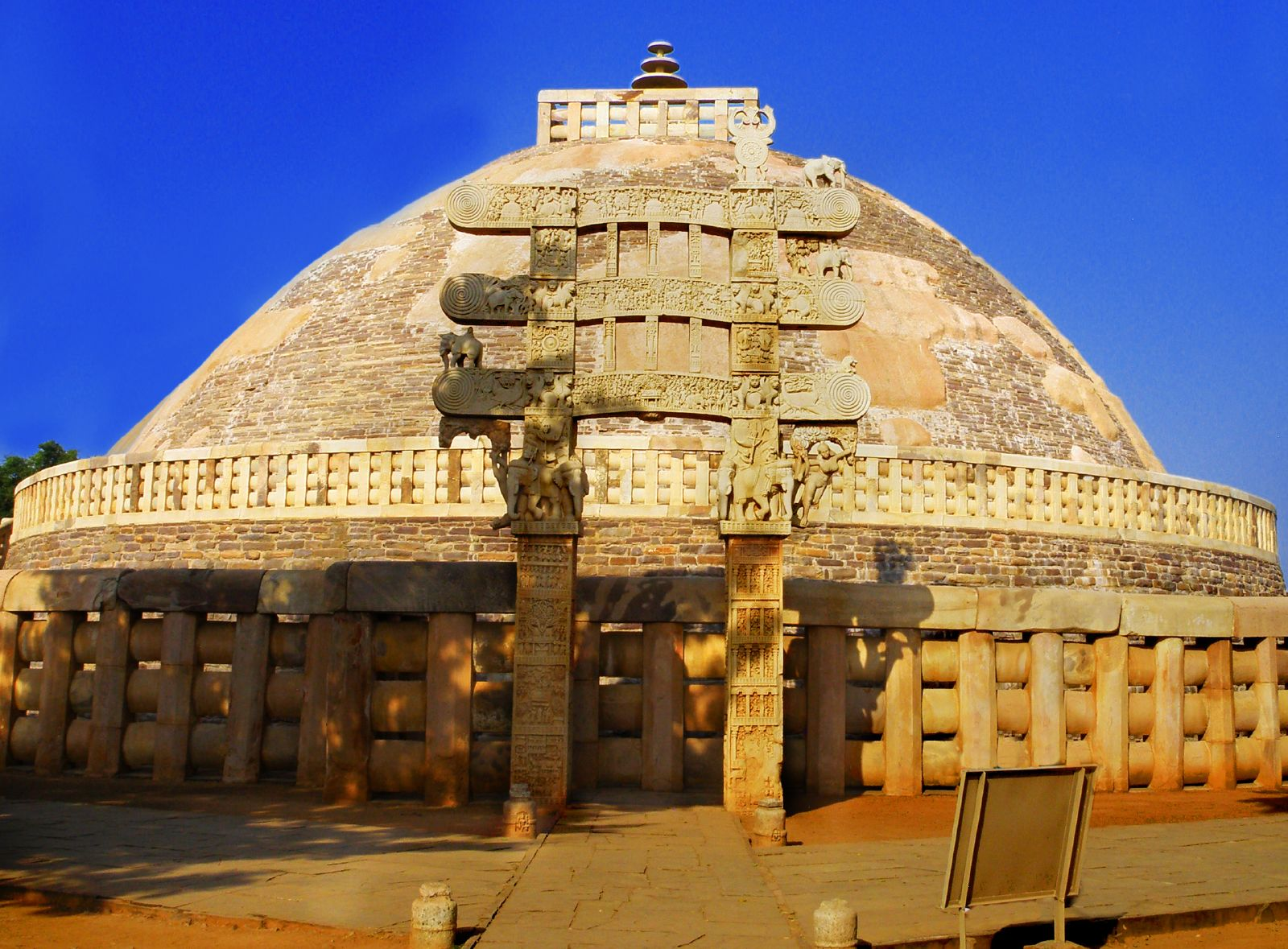
La Gran Estupa en Sanchi, India

Las primeras manifestaciones claras de arte budista datan del reinado de Ashoka, durante el Imperio Maurya (322 a. C.-180 a. C.), en el que se construyeron numerosas estupas (monumentos sagrados del budismo). De estas destacan las estupas de Baruth y Sanchi tanto por su antigüedad (siglo I a. C.) como por la elocuencia de los relieves esculpidos en sus toranas (portales), los cuales conformaban un arte narrativo que proyectaba la figura de buda a través de los símbolos de su iluminación (la rueda, el árbol del Bodhi, los parasoles, el trono, la huella, etc.) en exuberante armonía con espirales, figuras de leones, elefantes y vegetación.
Entre el siglo II a. C. y el siglo I a. C., las esculturas explicitaban los motivos budistas, incluyendo representaciones de la vida y enseñanzas de Siddharta Gautama, como las que pueden encontrarse en las toranas o portales que rodean las estupas de la época.
Aunque en India había una gran tradición de escultura y se dominaba el arte iconográfico, Siddharta no era representado nunca antropomórficamente, sino siempre a través de símbolos. Algunos de ellos son:

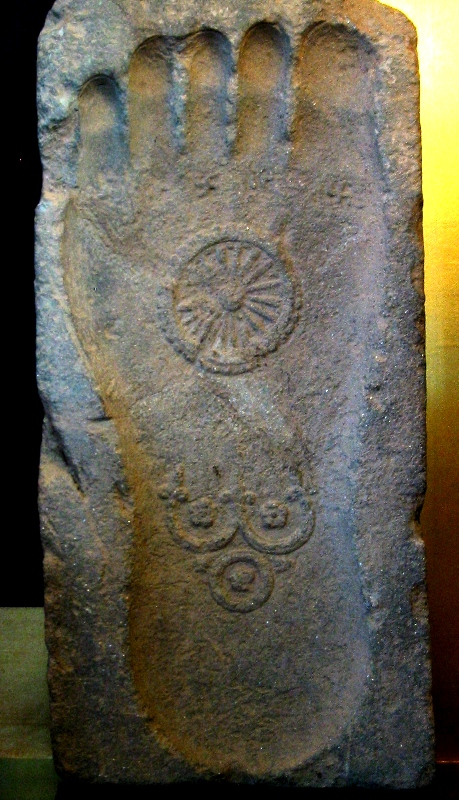
Huella de Buda,, Gandhara. Templo ZenYouMitsu, Tokio.

- La Rueda de la Ley (dharmachakra), que representa las Cuatro Nobles Verdades expresadas por Siddharta.
- El Árbol Bodhi, en referencia al árbol donde Siddharta estaba cuando se iluminó. Pueden encontrarse antecedentes a este símbolo en algunos cultos a los dioses de la fertilidad y en representaciones del árbol de la vida.
- La Huella del Bhudda (Buddhapada "Pie del Buddha"), representando el impacto de las enseñanzas de Siddharta en el mundo.
- El Trono Vacío.
- Los Leones, símbolo de la realeza. Siddharta era conocido como el "León Shakya" durante el Imperio de Ashoka, por esto los leones pueden verse en los pilares que quedaron esparcidos a lo largo de India.
- Las Columnas que sostienen la rueda, simbolizando su enseñanza.
- La Flor del Loto, símbolo de la prístina naturaleza de Siddharta, por su hermoso florecer y la imposibilidad del agua de adherirse a él, encontrándose siempre terso.

El rechazo a la representación antropomórfica de Siddharta Gautama (incluso en la escena narrativa, donde aparecen otras figuras humanas) y el sofisticado desarrollo de la simbología preicónica parecen estar conectados con una de las enseñanzas de Siddharta en Dighanikaya, en la que condenó representaciones de él tras la extinción de su cuerpo. Esta tendencia perduró como mucho hasta el siglo II d. C. en algunas partes del sur de India, en el arte de la Escuela Amaravati. Algunos sostienen que podrían haberse tallado en madera representaciones directas de Siddharta con anterioridad pero, de ser así, estas se habrían perdido con el tiempo y no hay ningún tipo de evidencia arqueológica de su existencia.

## Etapa icónica (sigloId.C.al presente)

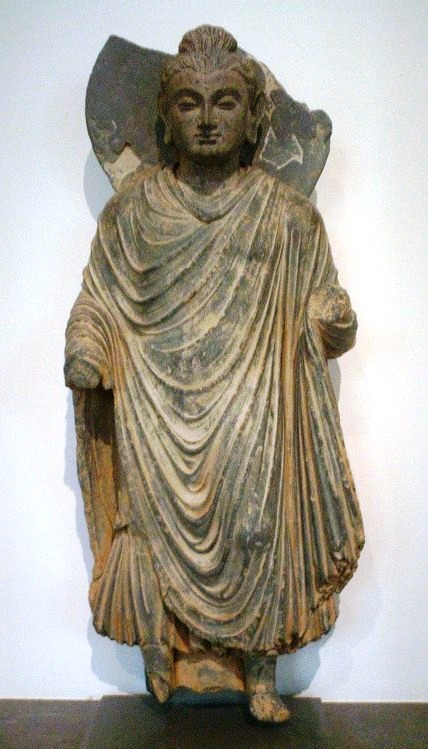
Gandhara,

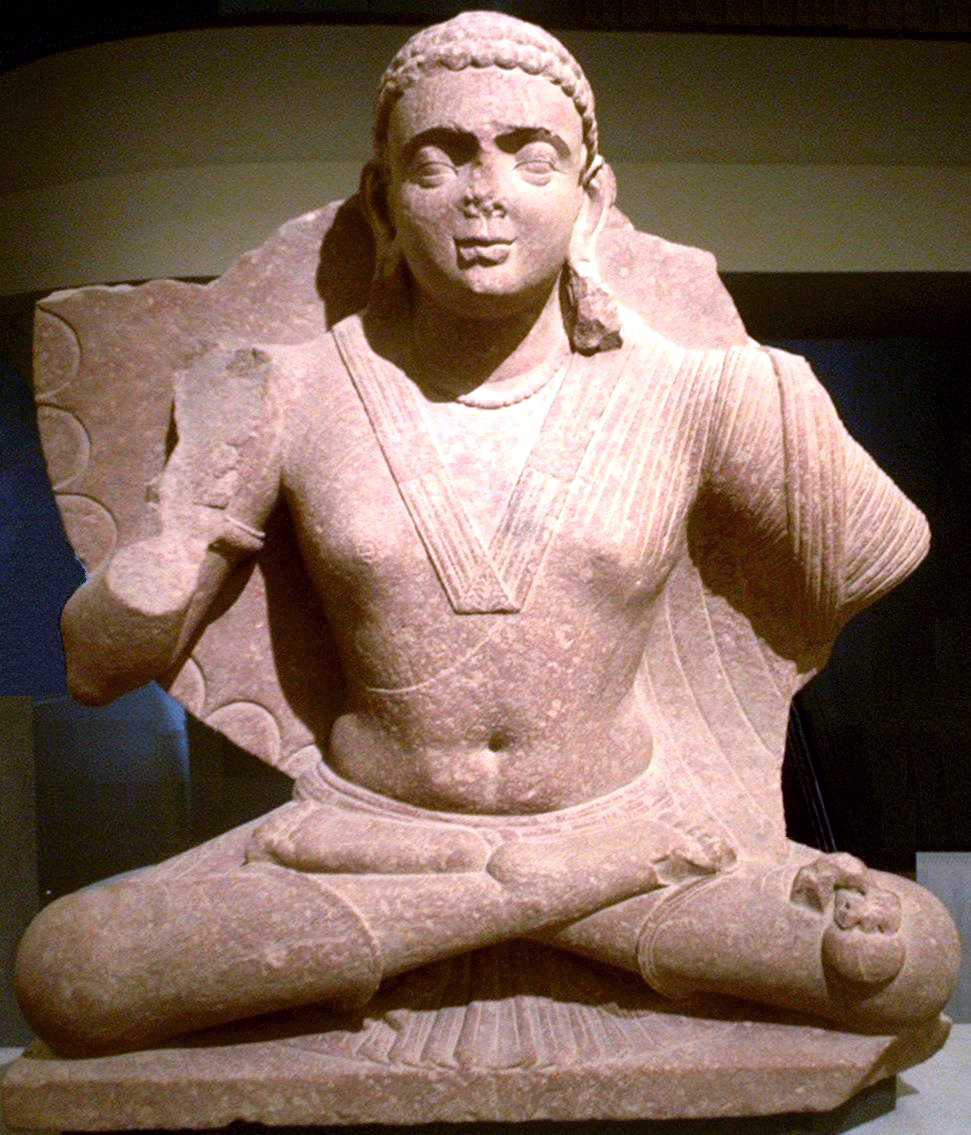
Mathura,

Las representaciones antropomórficas de Buda comenzaron a aparecer a partir del siglo I d. C. en el norte de India. Los dos principales centros de creación han sido identificados como Gandhara en el actual Panyab, en Pakistán y en la región de Mathurā, al norte de India.
El arte en Gandhara estuvo expuesto a la influencia de la cultura griega durante siglos a partir de las conquistas de Alejandro Magno en 332 a. C. y de la subsecuente creación de los reinos greco-bactriano e indogriego, que condujeron al desarrollo del arte greco-budista. La escultura budista de Gandhara muestra influencia artística griega; también se ha sugerido que el concepto de «hombre-dios» fue inspirado por la cultura mitológica griega. Artísticamente, se dice que la escuela de escultura de Gandhara aportó al arte budista cabezas de pelo ondulado, ropaje sobre los hombros, zapatos y sandalias, etc.
El arte de Mathura tiende a estar basado en fuertes tradiciones indias, tales como la representación antropomórfica de divinidades como el Yaksas, aunque en un estilo arcaico comparado con las posteriores representaciones de Buda. La escuela de Mathura contribuyó con ropaje que cubre el hombro izquierdo, muselina fina, la rueda en la palma de la mano, la silla de loto, etc.
Mathura y Gandhara también se influyeron entre ellas. Durante el florecimiento artístico, las dos regiones estuvieron unidas políticamente bajo el Imperio kushan, al ser ambas ciudades capitales del imperio. Todavía está en debate si la representación antropomórfica de Buda fue esencialmente el resultado de una evolución local del arte budista en Mathura, o si fue una consecuencia de la influencia cultural griega en Gandhara por el sincretismo greco-budista.
Este arte icónico se caracterizó desde el principio por un idealismo realista, que combina figuras humanas realistas, proporciones, actitudes y atributos, junto con un sentido de la perfección y serenidad que tiende a alcanzar lo divino. La expresión de Buda de hombre tanto como de dios se convirtió en el modelo iconográfico para el arte budista subsecuente.
El arte budista continuó desarrollándose en India durante varios siglos más. Las esculturas en piedra caliza rosada de Mathura evolucionaron durante el período gupta (siglos IV al VI) hasta alcanzar un alto grado de finura de ejecución y delicadeza en el modelado. El arte de la escuela de Gupta fue extremadamente influyente en casi todo el resto de Asia. Hacia el siglo XX, la creación en el arte budista se extinguía en India al prevalecer finalmente el hinduismo y el islam.
Mientras el budismo se expandía fuera de India a partir del siglo I d. C., sus formas artísticas originales se mezclaban con otras influencias, que llevaron a una diferenciación progresiva entre los países que adoptaron esa religión.
- Una ruta norte se estableció desde el siglo I d. C. en dirección a Asia Central, Tíbet, China, Corea y Japón, en la cual el budismo Mahāyāna prevaleció.
- Una ruta sur, donde dominaba el budismo Theravāda, se expandió hacia Birmania, Tailandia, Camboya, Laos y Vietnam.

## Arte budista del norte
La Ruta de la Seda para la difusión del budismo a Asia Central, China y, posteriormente, Corea y Japón, se habría iniciado en el siglo I d. C. con el relato semilegendario de una empresa enviada al oeste por el emperador chino Ming (58-75 a. C.). Sin embargo, esto recién tuvo efecto a principios de siglo II d. C., probablemente como consecuencia de la expansión del Imperio kushan en el territorio chino del Tarim Basin, con el esfuerzo de un gran número de monjes budistas de Asia Central. Los primeros misionarios y traductores de escrituras budistas al Chino, como Lokaksema, pertenecieron a los imperios de los partos, de los kushanas, y los territorios sogdianos o de Kuchean.
Los esfuerzos de los misionarios que seguían la Ruta de la seda hacia Asia Central fueron acompañados por un flujo de influencias artísticas que pueden verse en el desarrollo del Arte de Serindia entre el siglo II d. C. al siglo XI d. C. en el Tarim Basin, actualmente Sinkiang. El Arte de Serindia deriva del arte greco-budista del distrito de Gandhara (en lo que hoy se conoce como Pakistán) combinando influencias indias, griegas y romanas. Las influencias artísticas grecorromanas de la Ruta de la seda pueden encontrarse actualmente hasta en Japón, en motivos arquitectónicos, en imágenes budistas y en algunas pocas representaciones de los dioses japoneses.
El arte de la ruta del norte estuvo también muy influido por el desarrollo del budismo Mahāyāna, característico por la adopción de nuevos textos, además del tradicional canon Pali, y por una interpretación diferente del budismo tradicional. El Mahayana va más allá del ideal típico de la escuela Theravāda de liberarse del sufrimiento (dukkha) y de la iluminación personal de las arhats, para elevar al buda a un estado similar al de un dios, y para crear un panteón de Bodhisattvas cuasidivinos, devotos a la purificación del espíritu, del conocimiento y a la salvación de la humanidad. Por esta razón, el arte budista del norte se caracteriza por un panteón budista muy rico y sincrético, poblado por una multitud de imágenes de diferentes budas, Bodhisattvas y divinidades menores.

### Afganistán
El arte budista en Afganistán (antes Bactria) perduró varios siglos hasta la expansión del islam en el siglo VII d. C. Puede verse en las obras de los Budas de Bamiyán o en esculturas hechas de estuco, esquisto o arcilla, en las que se observa una muy fuerte influencia del manierismo posterior al arte gupta y del arte clásico del período helenístico o hasta grecorromano.
Aunque el dogma islámico fue bastante tolerante con otras religiones aceptadas por el Corán, no se mostró así con el budismo, el cual fue recibido como una religión excesivamente idólatra. Las formas de arte figurativo-humano también estaban prohibidas en el islam, por lo que el arte budista sufrió numerosos ataques, que culminaron en la destrucción sistemática de sus obras por parte del régimen talibán. Los Budas de Bamiyán, las esculturas de Hadda y muchas de las reliquias que se conservaban en el museo de Afganistán fueron destruidas.
Los numerosos conflictos que surgieron en la década del 1980 concluyeron con el saqueo de varios sitios arqueológicos, aparentemente con el afán de revender las reliquias en el mercado internacional.

### Asia Central
El punto de confluencia de China, India y Persia fue por mucho tiempo Asia Central. La expansión del Imperio han hacia el oeste durante el siglo II a. C. permitió y aumentó el contacto con las civilizaciones helenas de Asia, especialmente con el reino griego de Bactria.

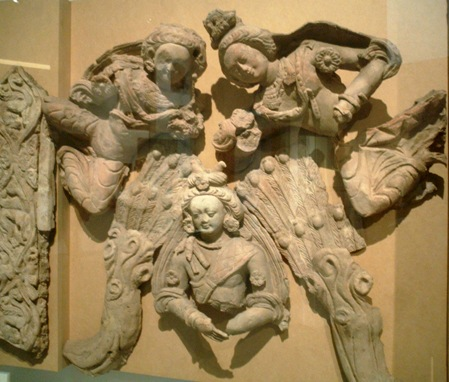
Arte de Serindia, siglos y terracota, Tumshuq (Sinkiang)

Por este motivo, la expansión del budismo hacia el norte conllevó a la formación de comunidades budistas y hasta de reinos budistas en el oasis de Asia Central. Parecería que en algunas de las ciudades por las que pasó la Ruta de la Seda, los budistas se ocuparon solamente de construir monasterios y estupas mientras que en otras se pusieron al servicio de los viajeros que iban y venían del Este y el Oeste, fomentando así, directa o indirectamente, el intercambio cultural entre las regiones.
Fue en particular en la zona oriental de Asia Central donde se encontraron numerosas obras de arte de Serindia (pinturas en las paredes y relieves en varias cuevas, pinturas en lienzos, esculturas, objetos de rituales), en las que se pueden apreciar diversas influencias de culturas indias y helenas. También se encontraron obras de arte con reminiscencias al estilo de Gandhara, así como escrituras en el dialecto gandhari. Estas influencias fueron rápidamente absorbidas por la vigorosa cultura china y entonces surge un nuevo y sólido estilo de arte chino.

### China

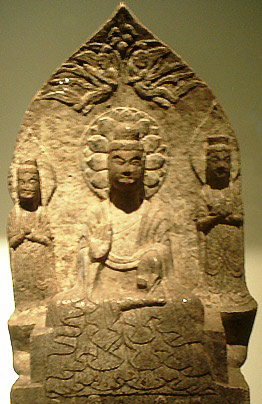
Altar de Maitreya (dinastía del Norte (386-534), provincia de Hebei, China)

El budismo llegó a China hacia el siglo I (aunque hay historias tradicionales sobre un monje que visitó China durante el reinado de Asoka), y durante el siglo VIII, y fue muy activo y creativo en el desarrollo del arte budista, particularmente en lo que respecta a las estatuas. Al recibir esta religión de origen tan distante, China le incorporó fuertes influencias propias en su expresión artística.
Con respecto a la llegada del budismo a China, se ha descubierto que esta se produjo en diferentes momentos a lo largo y ancho del país. Una de las fechas más antiguas y plenamente verificadas, se dio en la provincia de Gansu, entre los siglos V y IV a. C. China pasó muchas vicisitudes hasta encontrar suficientes escrituras y textos budistas. Fueron de gran relevancia las traducciones de Kumarajiva, monje que hablaba perfectamente el chino y el sánscrito, hijo de un príncipe monje de la India y de una princesa de Kucha, territorio anexionado a China. La famosa estupa del Caballo Blanco fue erigida en honor al caballo de Kumarajiva. El emperador chino mandó matar a este caballo para que Kumarajiva no pudiera irse jamás, y así establecer el budismo de forma oficial.
En varias ocasiones, las diferentes dinastías de príncipes feudales y emperadores chinos cambiaban de religión oficial entre el taoísmo, el legalismo confuciano y el budismo. Entre los siglos VIII y XII quedarán patentes las divisiones entre el budismo del sur y del norte de China, que se desarrollaron de forma paralela, tomando diferentes caminos y creando diversas sectas. Algunas de estas sectas fueron combinaciones del taoísmo, el confucionismo, además del budismo, que incluso llegaron a tener reminiscencias de la filosofía legalista.

#### Dinastías del Norte
Durante los siglos VI y VII, las dinastías del Norte, alejadas de las fuentes originales de inspiración, se inclinaron a desarrollar modos de representación más bien abstractos, con líneas sistemáticas. Su estilo se considera solemne y majestuoso. La falta de corporeidad en su arte, y su distanciamiento del objetivo budista original de expresar el ideal puro de iluminación en forma accesible y realista, progresivamente llevaron a una búsqueda de mayor naturalismo y realismo, lo que condujo a la expresión del arte budista Tang.
Sitios en donde se preservan esculturas budistas de la dinastía Wei:
- Grutas de Longmen, Henan

#### Dinastía Tang
Con la transición hacia la dinastía Sui, la escultura Tang evolucionó hacia una expresión que representaba vida. Como consecuencia de la apertura de esta dinastía hacia influencias externas, y de los intercambios renovados con la cultura india debidos a los frecuentes viajes de monjes budistas chinos a India entre los siglos IV y XI, la escultura durante la dinastía Tang asume una forma bastante radical, inspirada en el arte indio del período Gupta. Durante esta época, la capital Tang de Chang'an (actual Xi'an) se convirtió en un importante centro para el budismo. A partir de allí, el budismo se esparció hacia Corea, y las embajadas japonesas de Kentoshi lo ayudaron a poner pie en Japón.

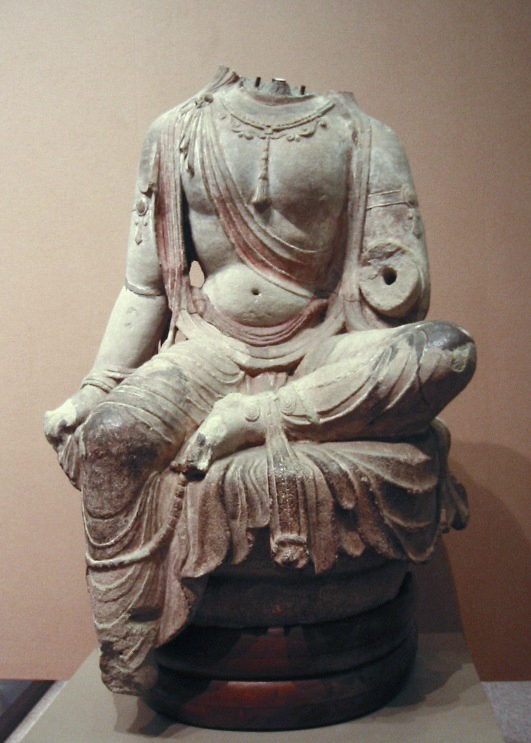
Bodhisattva Tang

Sin embargo, las influencias extranjeras se empezaron a percibir negativamente hacia el final de la dinastía Tang. En el año 845, el emperador Tang Wuzong prohibió todas las religiones extranjeras (incluyendo el nestorianismo cristiano, el zoroastrismo y el budismo) para apoyar el taoísmo local. Confiscó las posesiones budistas e hizo que la fe se practicara en la sombra, afectando así el desarrollo ulterior de la religión y sus artes en China.
El budismo Dyana, que dio origen al zen japonés, continuó, sin embargo, prosperando por varios siglos, especialmente bajo la dinastía Song (1127-1279), cuando los monasterios Chan fueron grandes centros de cultura y enseñanza.
La popularización del budismo en China hizo que ese país se convirtiera en el centro de las más ricas colecciones de arte y herencia budista en el mundo. Esto se evidencia en las múltiples cavernas y estructuras llenas de esculturas que sobreviven hasta la actualidad. Las cuevas de Mogao cerca de Dunhuang en la provincia de Gansu, las grutas de Longmen cerca de Luoyang en Henan, las grutas de Yungang cerca de Datong en Shanxi y los relieves en piedra de Dazu cerca de Chongqing están entre los sitios más importantes de esculturas budistas renovadas. El Buda Gigante de Leshan, esculpido en la ladera de una colina durante la dinastía Tang en el siglo VIII, que mira hacia la confluencia de tres ríos, es una de las mayores esculturas de un buda en el mundo (después de la del buda de Bamiyan, dinamitada por los talibanes).
Véase también: Grutas de Longmen, Cuevas de Mogao, Henan

### Corea
El arte budista de Corea refleja una interacción entre la influencia budista de China y la cultura típicamente coreana, donde se mezclan influencias de China y el arte proveniente de las estepas (posiblemente influencias escitas como se percibe en algunos utensilios como las coronas reales de Silla en el estilo de las estepas). El estilo de este arte autóctono era geométrico, abstracto y ricamente adornado con un lujo bárbaro característico.
El budismo fue introducido durante el siglo VI, mucho más tarde que en China. Si bien la influencia china es fuerte, en el arte budista coreano sobresale, según Pierre Cambon, su sobriedad, su gusto por la selección de colores, un sentido de abstracción y el uso de colores que curiosamente todavía se utilizarían juntos.

### Japón

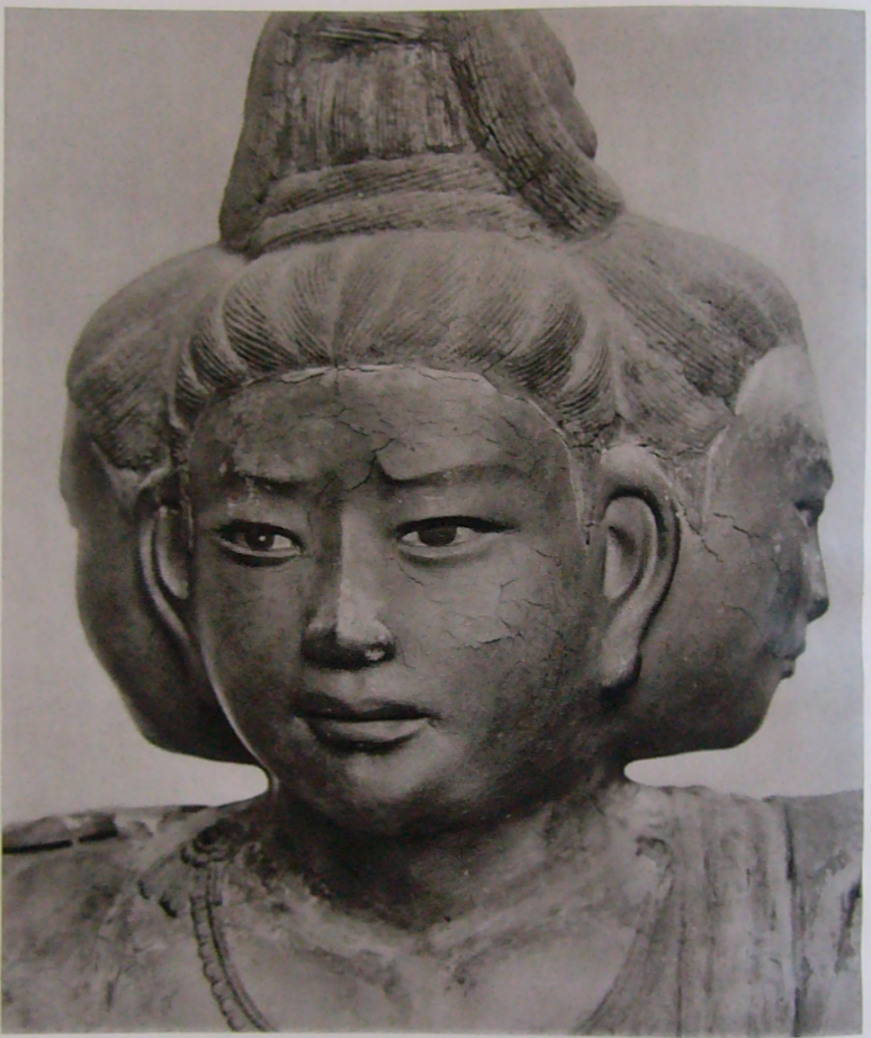
El Asura en Kōfuku-ji, Nara, Japón (734)

Antes de la introducción del budismo, Japón ya había sido centro cultural (y artístico) de varias influencias, desde el arte lineal decorativo de los indígenas neolíticos Jomon de aproximadamente 10 500 a. C. a 300 a. C., hasta la influencia del arte chino durante los períodos Yayoi y Kofun, con desarrollos como el arte Haniwa.
Japón, segundo país con mayor número total de budistas después de China, descubrió el budismo en el siglo VI cuando los monjes de la dinastía china de los Tang viajaron a las islas junto con numerosas escrituras y obras de arte. La religión budista fue adoptada por el Estado en el siglo siguiente. Geográficamente localizado al final de la Ruta de la Seda, Japón pudo preservar muchos aspectos del budismo al tiempo que este desaparecía en India y era suprimido en Asia Central y en China.

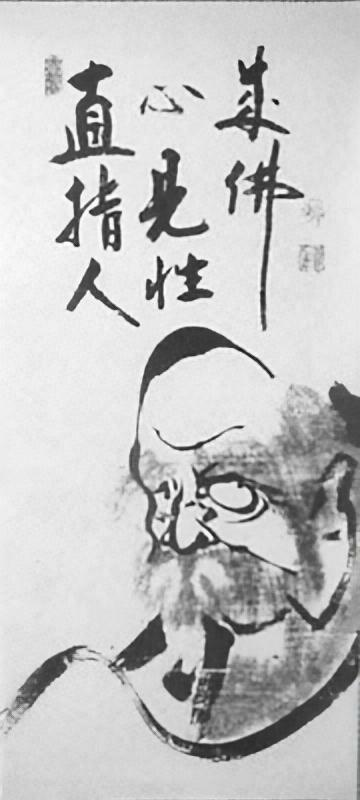
Rollo de caligrafía Bodhidharma “Puntos zen directo al corazón humano, ve hacia tu naturaleza y conviértete en Buda”, por Hakuin Ekaku (1686 a 1769)

Desde el año 710, numerosos templos y monasterios se construyeron en la ciudad capital Nara, tales como la pagoda de cinco pisos, el Salón Dorado del Horyuji o el templo Kofukuji. Un sinfín de pinturas y esculturas se hicieron, muchas veces patrocinadas por el gobierno. Influencias indias, helenísticas, chinas y coreanas se mezclaron en un original estilo caracterizado por el realismo y la gracia. La creación del arte budista japonés fue especialmente rica durante los periodos Nara, Heian y Kamakura. La obra de arte zen no solo representa la naturaleza sino que ella misma es una obra de la naturaleza, pues ya la técnica implica el arte de la ausencia de artificio. La naturalidad es, pues, directa. El tema constante del arte Zen es "la vida sin propósito, que expresa el estado íntimo del artista de no ir a ninguna parte en un momento intemporal". Cuando ese momento expresa soledad y quietud se llama sabi. Cuando el artista se siente triste o deprimido y en esa peculiar vaciedad divisa algo corriente y modesto en su increíble "ser tal", ese temple se llama wabi. Cuando el momento evoca una tristeza más intensa y nostálgica, relacionada con el otoño y con la gradual desaparición del mundo, se llama aware. Y cuando se ve súbitamente algo extraño y misterioso, que sugiere algo desconocido y que nunca será descubierto, lo equivalente en la estética occidental al concepto romántico de lo sublime, el estado de ánimo se llama yugen. Estas cuatro palabras japonesas prácticamente intraducibles denotan los cuatro estados de ánimo fundamentales del furyu, es decir, la atmósfera general del "gusto" zen al percibir los momentos sin propósito que surgen en nuestra vida.
Japón desarrolló un arte figurativa extremadamente rica para el panteón de las deidades budistas, a veces combinadas con influencias hindúes y sintoístas. Este arte puede ser muy variado, creativo y audaz.
A partir de los siglos XII y XIII, otra evolución fue el arte zen, después de la introducción de la fe por Dōgen y Eisai al regresar de China. El arte zen se caracteriza sobre todo por sus pinturas originales (tales como el sumi-e) y la poesía (especialmente los haikus), esforzándose por expresar la verdadera esencia del mundo a través de representaciones «no dualísticas» impresionistas y poco adornadas. La búsqueda de revelaciones divinas «en el momento» también llevó al desarrollo de otras artes derivativas importantes, tales como la ceremonia del té Chanoyu o el arreglo floral Ikebana. La estética wabi-sabi se expresa así además en el Honkyoku (música tradicional para shakuhachi de los monjes Zen), la jardinería Zen japonesa, los bonsáis, la alfarería (Hagi ware). Esta evolución llegó a considerar casi cualquier actividad humana como un arte con fuerte contenido espiritual y estético, primeramente esas actividades relacionadas con las técnicas de combate (artes marciales).
El budismo continúa siendo muy activo en Japón hasta hoy en día. Todavía se preservan alrededor de 80 000 templos budistas. Muchos de estos están hechos de madera y son restaurados con regularidad.

### Tíbet y Bután

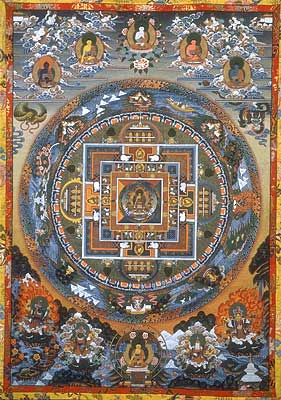
Mándala del Buda Sakyamuni, pintura tibetana

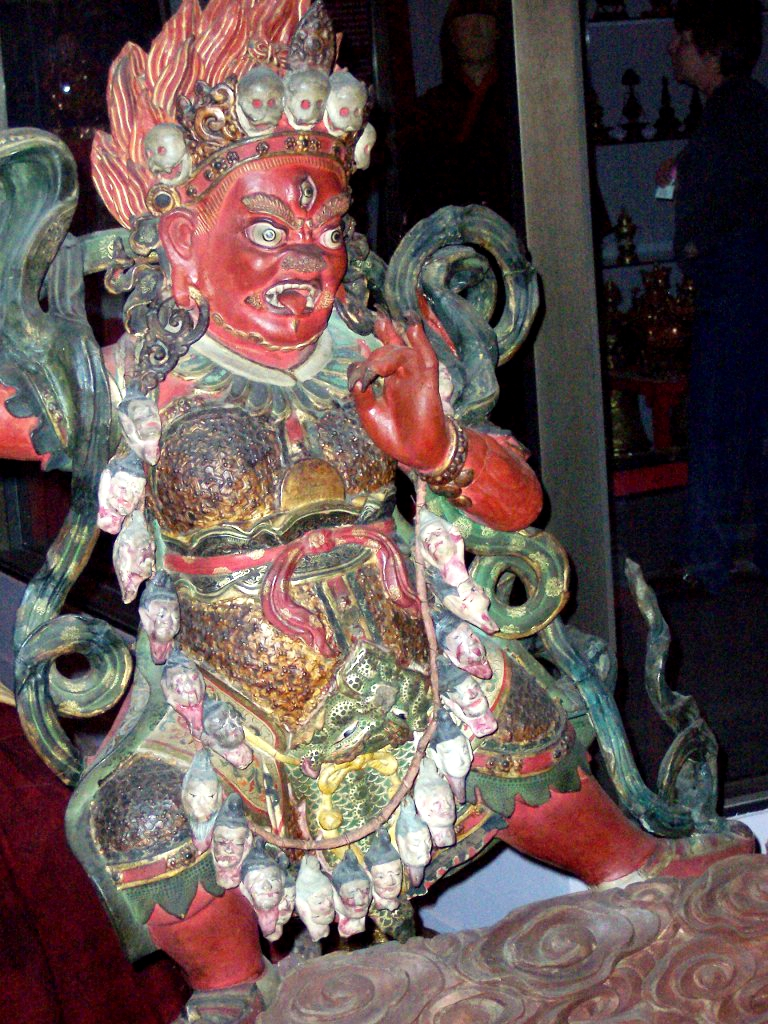
Yama (mediados del o principios del, Tíbet)

El budismo tántrico, rama de la vertiente budista mahāyāna, aunque iniciado por buda Shakyamuni, se desarrolló en profundidad con Padmasambhava al este de India entre los siglos V y VI, así como tuvo su máxima expresión en el Tíbet. Algunas de las prácticas del budismo tántrico se derivan del culto shaiva (al dios Shivá), del mantrayana hinduista (uso de mantras), así como del yoga y quema de ofrendas como sacrificio. En el Tíbet, las ofrendas llamadas tormas, que ocupan todos los altares budistas, son reminiscencias de la antigua religión autóctona del Bön (Bön oscuro o antiguo).
El tantrismo mahāyāna se convirtió en la forma dominante de budismo en el Tíbet aproximadamente a partir de los siglos VII-VIII. Debido a su centralidad geográfica en Asia, el budismo tibetano recibió influencias del arte de la India, Nepal y de China, y a través de esta y por los intercambios culturales en la Ruta de la Seda, así como del arte grecorromano. El arte grecorromano llegó de manos de comerciantes de la susodicha Ruta de la Seda, de los primeros peregrinos que iban al centro budista, cultural y de traducción de Dunghuan, en el desierto de Gobi (provincia actual china de Gansu), así como de los primeros cristianos que llegaron a China en ese mismo período, trayéndose imágenes clásicas griegas y romanas.

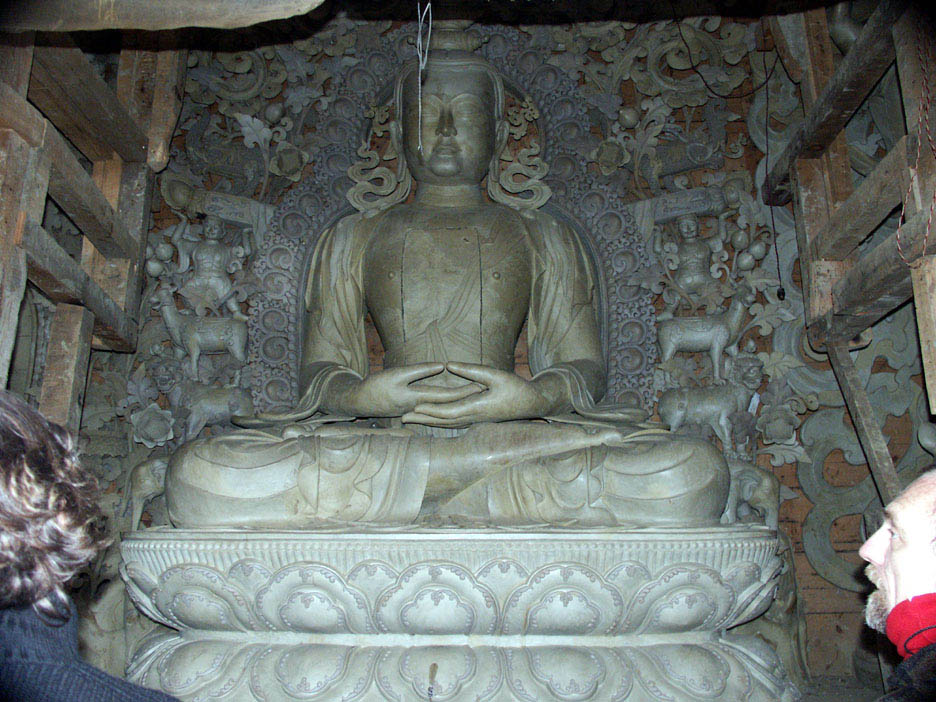
Buda en cerámica cruda, Bután

Una de las creaciones más características del arte budista tibetano son los mándalas, que son diagramas de un «templo divino» hecho de un círculo que rodea a un cuadrado. Su propósito es ayudar a los creyentes a enfocar su atención por medio de la meditación y seguir el camino hacia la imagen central del Buda. Otras fuentes indican que los mándalas contienen gráficos con geometrías triangulares dentro de un círculo, así como en otras combinaciones, que acompañan y recuerdan a las enseñanzas recibidas por discípulos, que pueden ayudarles tanto en su memorización como en la meditación sobre esas enseñanzas adquiridas. Una vez realizado el mandala con arena de colores y seguidamente sin interrupción, se destruye, para simbolizar así la impermanencia del existir. Eso es esencial en el arte zen, al contrario que en el arte occidental, en que existe discontinuidad entre la naturaleza y la mente, ya que, como afirma Alan W. Watts
Hasta en la pintura se considera que la obra de arte no solo representa la naturaleza sino que ella misma es una obra de la naturaleza, pues ya la técnica implica el arte de la ausencia de artificio, o lo que Sabro Hasegawa ha llamado "el accidente controlado", de modo que los cuadros se pintan con la misma naturalidad como las rocas y pastos que ellos representan.
Artísticamente, el arte budista gupta y el arte hindú fueron las más fuertes inspiraciones del arte tibetano.
Como añadido, se relata en otras referencias que sus inspiraciones fueron fuertemente chinas, mongolas y autóctonas. Todo ello se ve en los murales de los templos budistas o gompas, donde se describen al detalle las partes más importantes de la vida de buda Shakyamuni, y sus pinturas son del mismo tipo que las acuarelas chinas, pero con un gran colorido. Destacan por ello los vivos colores usados principalmente en la pintura butanesa.
En Tíbet, las cinco tradiciones budistas que existieron (ahora solo hay cuatro), dieron un toque personal a su forma de hacer arte, hasta tal punto, que un especialista en la materia es capaz de reconocer a cada una de ellas con bastante claridad.
En comparación con el arte arquitectónico tibetano, donde las estupas tuvieron un gran detalle y desarrollo, en la arquitectura butanesa clásica destacan por su sencillez.

### Vietnam
La influencia china fue predominante en el norte de Vietnam (Tonking) entre los siglos I y XIX. El confucianismo y el budismo Mahayana prevalecieron. En general, el arte de Vietnam recibió una fuerte influencia del arte budista chino.
En el sur, el reino de Champa tuvo un arte de fuerte influencia india, al igual que en la vecina Camboya. Muchas de sus estatuas se caracterizaban por portar ricos aditamentos en el cuerpo. La capital del reino de Champa fue anexada por Vietnam en 1471, colapsando completamente en la década de 1720.

## Arte budista del sur

### Birmania
Al ser vecina de India, Birmania naturalmente recibió una fuerte influencia por la parte oriental del territorio indio. Se dice que los mon del sur de Birmania se convirtieron al budismo cerca del año 200 a. C. en la época del rey indio Ashoka, quien ejerció proselitismo activo. Esto ocurrió antes de la división entre el budismo Mahāyāna y el Hinayana.
Los primeros templos budistas se ubican en la Birmania central, como el de Peikthano, construido entre los siglos I y V. El arte budista de los mon recibió influencias específicas del arte indio del Imperio gupta, así como de los períodos post-Gupta, y su estilo se difundió ampliamente hacia el sudeste de Asia siguiendo la expansión del Imperio mon entre los siglos V y VIII.
Más tarde, se construyeron miles de templos budistas en Pagan, la capital, entre los siglos XI y XIII. De ellos, unos 2000 persisten aún. Muchas estatuas hermosamente decoradas de Buda de este período todavía pueden ser apreciadas. La creación en el arte budista continuó a pesar de la división de la ciudad por los mongoles en 1287.

### Camboya

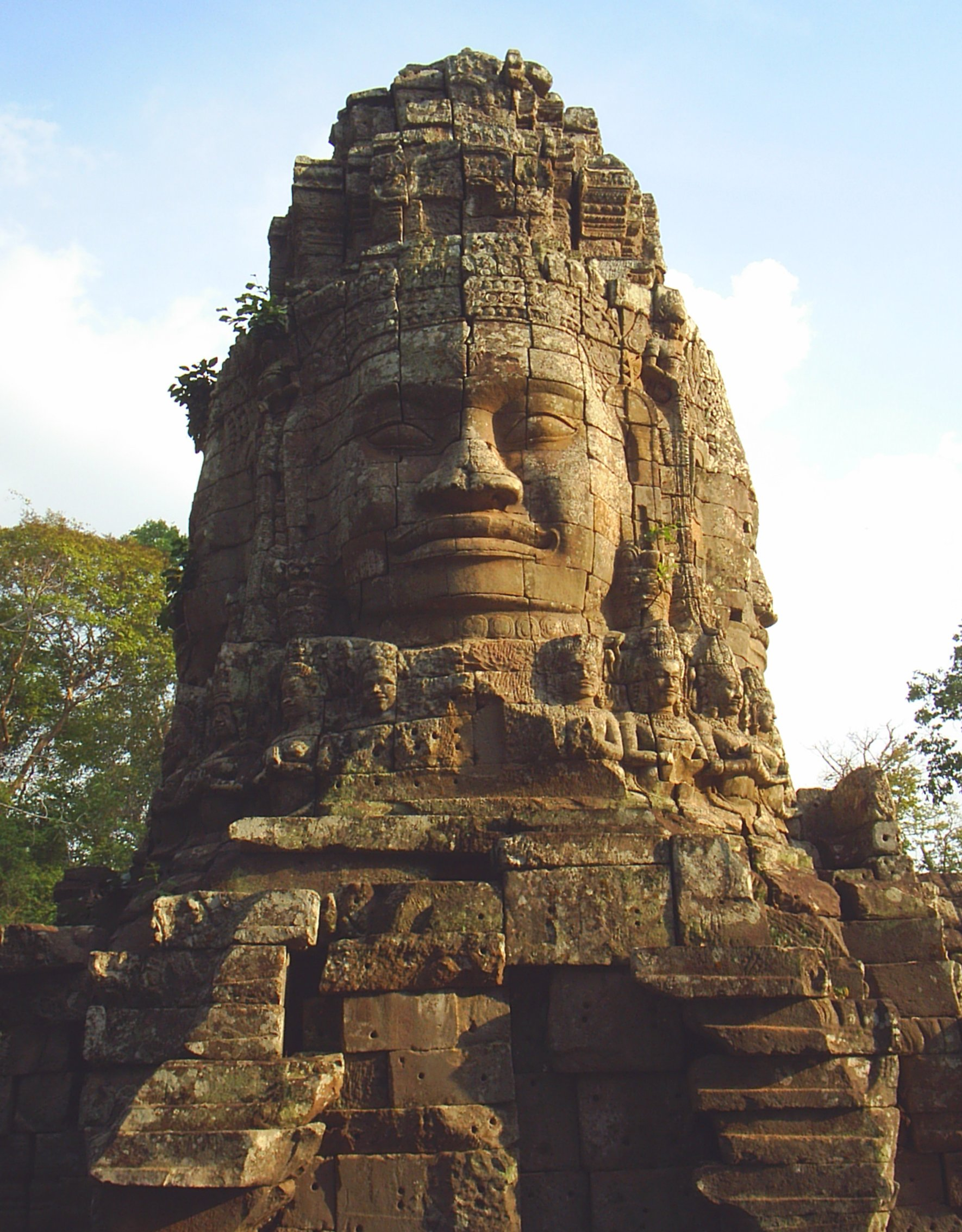
Torre con tres caras en Angkor.

Camboya fue el centro del reino de Funan, que se extendió hacia Birmania, llegando hasta Malasia entre los siglos III y VI. Su influencia parece haber sido esencialmente política, ya que la mayor parte de la influencia cultural vino directamente de la India.
Entre los siglos IX y XIII, los imperios budista Mahayana, hindú y jemer dominaron vastas regiones de la península del Sudeste Asiático, y sus influencias fueron de gran importancia en el desarrollo del arte budista en la región. Bajo el Imperio jemer, se construyeron más de 900 templos en Camboya y en la vecina Tailandia.
Angkor estuvo en el centro de este desarrollo, con un complejo de templos budistas y una organización urbana capaz de soportar a más de un millón de habitantes. Una muestra importante de la escultura budista camboyana se preserva en Angkor. Sin embargo, los saqueos han tenido un terrible impacto en muchos sitios históricos del país.
Con frecuencia, el arte jemer logra expresar una inmensa espiritualidad por medio de expresiones faciales acogedoras.

### Tailandia

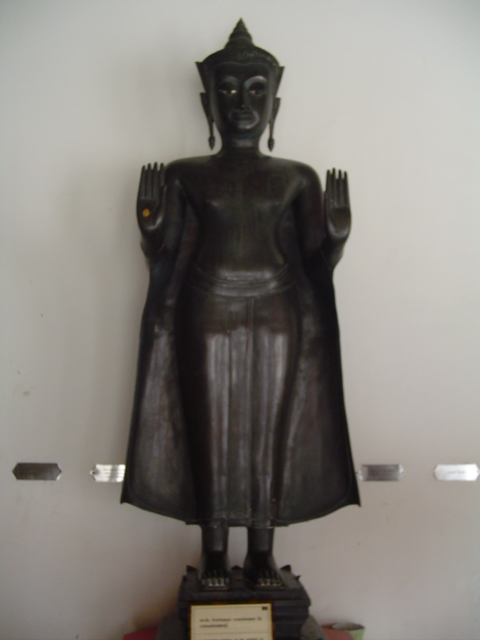
Buda calmando el océano, período Ayutthaya, Tailandia

Entre los siglos I y VII, el arte budista en Tailandia recibió principalmente las influencias del contacto directo con los comerciantes indios y de la expansión del reino Mon, llevando a la creación de piezas de arte hindú y budista inspiradas en la tradición Gupta, con numerosas estatuas monumentales realizadas con gran virtuosismo.
A partir del siglo IX, la influencia en el arte provino sobre todo del arte del Imperio jemer de Camboya y del arte Sri Vijaya del sur, ambos de la fe Mahayana. Hasta el final de ese período, el arte budista se caracterizaba por una clara fluidez de expresión, cuyo mayor exponente es el panteón de Mahāyāna con creaciones múltiples de Bodhisattvas.
A partir del siglo XIII, el budismo Theravāda fue introducido desde Sri Lanka al mismo tiempo que se establecía en el territorio el grupo étnico Tai desde Sukhothai. La nueva fe inspiró imágenes altamente estilizadas en el budismo tai, generalmente acompañadas de figuras muy geométricas y en algunos casos abstractas.
Durante el período Ayutthaya (siglos XIV al siglo XVIII), la representación de Buda se estilizó incorporándole ornamentos de lujo y joyas. Muchas esculturas y templos tai tendían a adoptar el dorado, y en ocasiones eran acompañados de piezas de marfil o maderas.

### Indonesia

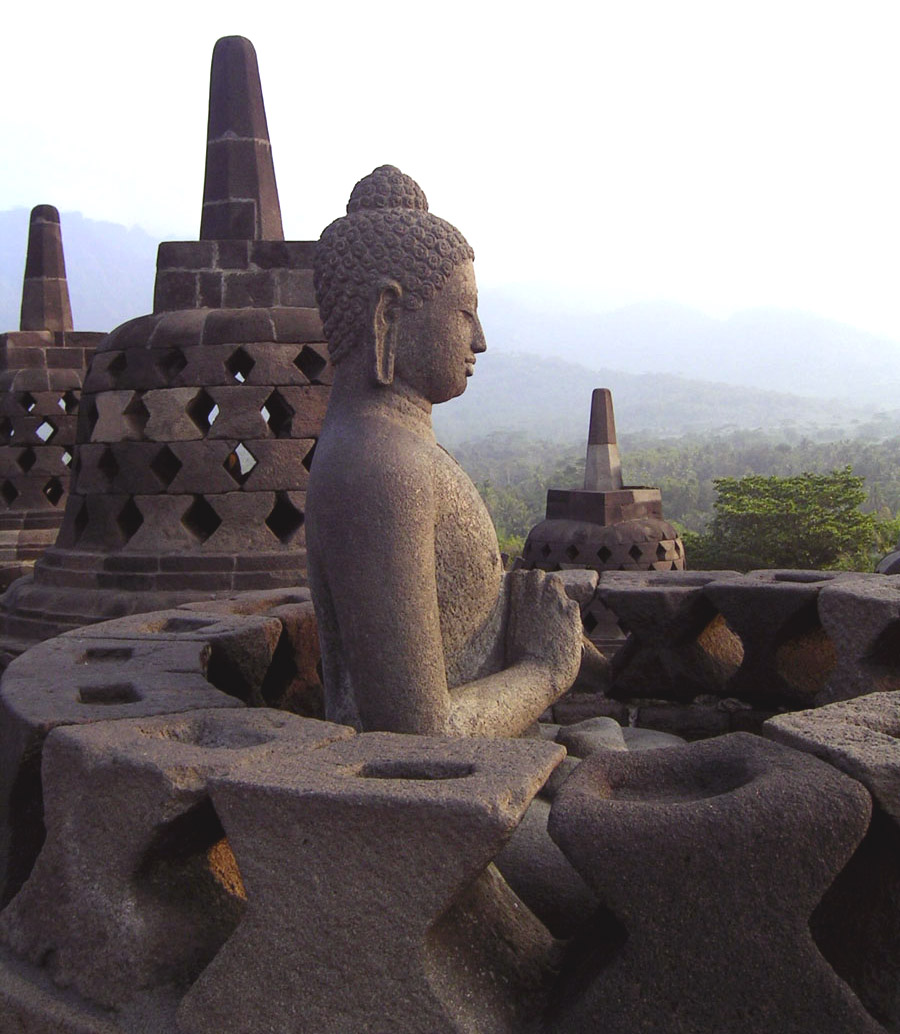
Borobudur,

Al igual que en el resto del sudeste asiático, Indonesia parece haber recibido una mayor influencia de India a partir del siglo I. Las islas de Sumatra y Java al oeste de Indonesia fueron la sede del imperio de Sri Vijaya (siglos VIII al XIII), el cual dominó la mayor parte de la península del sudeste asiático por medio de sus puertos marítimos. El Imperio Sri Vijayan adoptó el budismo Mahayana y Vajrayana, bajo la línea de gobernantes llamados los Sailendras. Sri Vijaya extendió el arte budista Mahayana durante su expansión en el sudeste de la península. Son numerosas las estatuas Bodhisattvas de Mahayana de este período, caracterizadas por su gran refinamiento y su sofisticación técnica, y están dispersas por toda la región. Todavía existen restos arquitectónicos de extrema riqueza en el templo de Borobudur (la estructura budista más grande del mundo, construida hacia el año 780), la cual cuenta con 505 imágenes de Buda sentado. El imperio budista indonesio de Sri Vijaya declinó debido a conflictos con los gobernantes chola de India y luego fue desestabilizado por la expansión islámica a partir del siglo XIII.